# Реболь, Миха
Миха Реболь (словен. Miha Rebolj; род. 22 сентября 1977, Есенице) — словенский хоккеист, защитник. Брат хоккеиста Луки Реболя.

## Достижения
- Чемпион Чехии: 1999/2000
- Чемпион Словении: 1998/1999, 2004/2005, 2005/2006, 2007/2008, 2008/2009, 2009/2010
- Победитель Первого дивизиона чемпионата мира: 2001, 2004, 2007